# Buenos Aires Lawn Tennis Club
Koordinaten: 34° 33′ 43,2″ S, 58° 25′ 52,8″ W

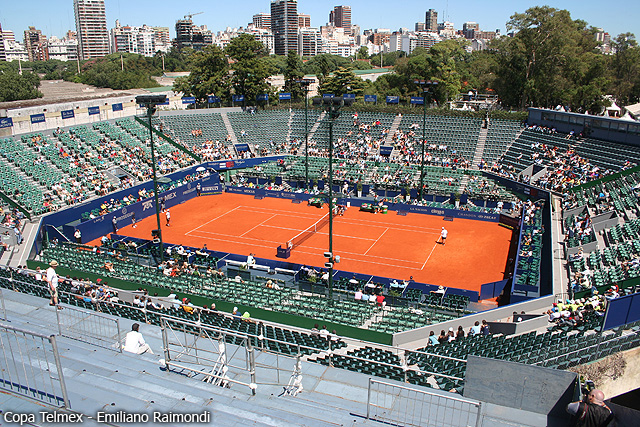
Hauptplatz des Geländes

Der Buenos Aires Lawn Tennis Club ist ein privater Tennis-Club in der argentinischen Hauptstadt Buenos Aires. Er wurde 1892 gegründet und befindet sich im Stadtteil Palermo. Der Club ist Gastgeber für den Copa Claro, ein Turnier der ATP Tour. Der Hauptplatz hat 5500 Sitzplätze. Der Club war außerdem Austragungsort für diverse Davis-Cup- und Fed-Cup-Begegnungen.
Seit 2003 wird im Buenos Aires Lawn Tennis Club auch das Show-Turnier La copa Argentina de tenis Peugeot ausgetragen, bei dem jedes Jahr im Dezember vier Spitzenspieler gegeneinander antreten.